# Patrik Näslund
Patrik Näslund, född 10 april 1992 i Värnamo, är en svensk före detta professionell ishockeyspelare. Hans moderklubb är Värnamo GIK.
Näslund spelade även två slutspelsmatcher för Luleå HF i turneringen European Trophy 2013, då var han utlånad av Asplöven HC.

## Meriter (i urval)
- 2011 — SM-guld med Frölunda HC J20 i J20 Superelit